# 우리들의 넝쿨 (1986년 드라마)
《우리들의 넝쿨》은 1986년 3월 23일에 MBC TV에서 방영되었던 베스트셀러극장이다.

## 줄거리
무작정 상경한 덕배, 준식, 길남은 뒷 골목에 위치한 중국집, 이발소, 여관에 각각 일자리를 얻는다. 준식은 이발소에서 손님의 머리를 감기는 일을 맡고, 길남은 여관 종업원으로 일하는 틈틈이 운전기술을 배우고자 하며, 덕배는 중국집에서 배달일을 맡는데...
이장호가 감독하고, 안성기, 김성찬, 이영호, 김보연 등 주연으로 1980년에 바람 불어 좋은 날이라는 제목으로 영화화된 작품이기도 하다. 여담으로 배우 김인문은 1980년 영화 바람 불어 좋은 날과 1986년 리메이크 드라마 우리들의 넝쿨에 각기 다른 역할을 맡아서 모두 출연한 유일한 배우로 기록되었다.

## 출연
- 이원용
- 정호근
- 정한헌
- 김용선
- 김청
- 김인문
- 홍순창
- 김애경
- 임문수
- 국정환
- 이숙
- 노경주
- 신신애
- 문시경
- 최재호
- 남충일
- 조건월
- 김백수
- 서평석
- 박종설
- 신복숙